# Tour des Flandres 2007
La course cycliste du Tour des Flandres 2007 a eu lieu le 8 avril. La course est la quatrième épreuve de l'UCI ProTour 2007.

## Présentation

### Parcours
200 coureurs s'étaient élancés pour 255 km de course. 18 difficultés étaient au programme : 
- 1. Molenberg
- 2. Wolvenberg
- 3. Mont de l'Enclus (Kluisberg)
- 4. Côte de Trieu (Knokteberg)
- 5. Vieux Quaremont (Oude Kwaremont)
- 6. Paterberg
- 7. Kortekeer (en)
- 8. Steenbeekdries
- 9. Taaienberg
- 10. Eikenberg
- 11. Boigneberg (nl)
- 12. Leberg
- 13. Berendries
- 14. Valkenberg
- 15. Tenbosse
- 16. Eikenmolen (nl)
- 17. Mur de Grammont (Muur Kapelmuur)
- 18. Bosberg

La course aura été marquée par un nombre important de chutes (Jimmy Casper, Erik Zabel, Heinrich Haussler, Fabian Wegmann, Tom Boonen en début de course,  Martin Elmiger, etc.)

### Equipes
Le Tour des Flandres figurant au calendrier du ProTour, les 20 UCI Proteams sont présentes, auxquelles il faut ajouter les 5 équipes continentales invitées.
| ProTeams (20)- Quick Step-Innergetic - Predictor-Lotto - Unibet.com - CSC - Caisse d'Épargne - Euskaltel-Euskadi - Saunier Duval-Prodir - AG2R Prévoyance - Bouygues Telecom - Cofidis-Le Crédit par Téléphone - Crédit agricole - La Française des jeux - Gerolsteiner - T-Mobile - Lampre-Fondital - Liquigas - Team Milram - Rabobank - Astana - Discovery Channel Équipes continentales professionnelles (5)- Chocolade Jacques-Topsport Vlaanderen - Landbouwkrediet-Tönissteiner - Wiesenhof-Felt - Tinkoff Credit Systems - Skil-Shimano |
| |

## Classements

### Classement de la course
| \| Classement général \| Classement général \| Classement général \| Classement général \| Classement général \| \| Coureur \| Coureur \| Pays \| Équipe \| Temps \| \| ------------------ \| ------------------ \| ------------------ \| ------------------------------- \| ------------------ \| \| 1er \| Alessandro Ballan \| Italie \| Lampre-Fondital \| 6 h 10 min 15 s \| \| 2e \| Leif Hoste \| Belgique \| Predictor-Lotto \| + 0 s \| \| 3e \| Luca Paolini \| Italie \| Liquigas \| + 5 s \| \| 4e \| Karsten Kroon \| Pays-Bas \| CSC \| + 5 s \| \| 5e \| Vladimir Gusev \| Russie \| Discovery Channel \| + 5 s \| \| 6e \| Tomas Vaitkus \| Lituanie \| Discovery Channel \| + 13 s \| \| 7e \| Nick Nuyens \| Belgique \| Cofidis-Le Crédit par Téléphone \| + 13 s \| \| 8e \| Dmitri Mouraviov \| Kazakhstan \| Astana \| + 13 s \| \| 9e \| Michael Boogerd \| Pays-Bas \| Rabobank \| DQ \| \| 10e \| Stuart O'Grady \| Australie \| CSC \| + 35 s \| \| 11e \| Jesús del Nero \| Espagne \| Saunier Duval-Prodir \| + 35 s \| \| 12e \| Tom Boonen \| Belgique \| Quick Step-Innergetic \| + 35 s \| \| 13e \| Marcus Burghardt \| Allemagne \| T-Mobile \| + 35 s \| \| 14e \| Filippo Pozzato \| Italie \| Liquigas \| + 35 s \| \| 15e \| Grégory Rast \| Suisse \| Astana \| + 35 s \| \| 16e \| Steffen Wesemann \| Suisse \| Wiesenhof-Felt \| + 35 s \| \| 17e \| Staf Scheirlinckx \| Belgique \| Cofidis-Le Crédit par Téléphone \| + 35 s \| \| 18e \| Cristian Moreni \| Italie \| Cofidis-Le Crédit par Téléphone \| + 35 s \| \| 19e \| Daniele Bennati \| Italie \| Lampre-Fondital \| + 35 s \| \| 20e \| Björn Leukemans \| Belgique \| Predictor-Lotto \| + 42 s \| |                   |            |                                 |                 |
| |                   |            |                                 |                 |
| |                   |            |                                 |                 |
| Classement général |                   |            |                                 |                 |
| Coureur | Coureur           | Pays       | Équipe                          | Temps           |
| 1er | Alessandro Ballan | Italie     | Lampre-Fondital                 | 6 h 10 min 15 s |
| 2e | Leif Hoste        | Belgique   | Predictor-Lotto                 | + 0 s           |
| 3e | Luca Paolini      | Italie     | Liquigas                        | + 5 s           |
| 4e | Karsten Kroon     | Pays-Bas   | CSC                             | + 5 s           |
| 5e | Vladimir Gusev    | Russie     | Discovery Channel               | + 5 s           |
| 6e | Tomas Vaitkus     | Lituanie   | Discovery Channel               | + 13 s          |
| 7e | Nick Nuyens       | Belgique   | Cofidis-Le Crédit par Téléphone | + 13 s          |
| 8e | Dmitri Mouraviov  | Kazakhstan | Astana                          | + 13 s          |
| 9e | Michael Boogerd   | Pays-Bas   | Rabobank                        | DQ              |
| 10e | Stuart O'Grady    | Australie  | CSC                             | + 35 s          |
| 11e | Jesús del Nero    | Espagne    | Saunier Duval-Prodir            | + 35 s          |
| 12e | Tom Boonen        | Belgique   | Quick Step-Innergetic           | + 35 s          |
| 13e | Marcus Burghardt  | Allemagne  | T-Mobile                        | + 35 s          |
| 14e | Filippo Pozzato   | Italie     | Liquigas                        | + 35 s          |
| 15e | Grégory Rast      | Suisse     | Astana                          | + 35 s          |
| 16e | Steffen Wesemann  | Suisse     | Wiesenhof-Felt                  | + 35 s          |
| 17e | Staf Scheirlinckx | Belgique   | Cofidis-Le Crédit par Téléphone | + 35 s          |
| 18e | Cristian Moreni   | Italie     | Cofidis-Le Crédit par Téléphone | + 35 s          |
| 19e | Daniele Bennati   | Italie     | Lampre-Fondital                 | + 35 s          |
| 20e | Björn Leukemans   | Belgique   | Predictor-Lotto                 | + 42 s          |

En décembre 2015, Michael Boogerd qui a reconnu s'être dopé, perd le bénéfice de tous ses résultats acquis entre 2005 et 2007 .

### Classement individuel du ProTour
La course attribue des points au classement UCI ProTour 2007 selon le barème suivant :
| Position           | 1er | 2e | 3e | 4e | 5e | 6e | 7e | 8e | 9e | 10e |
| Classement général | 50  | 40 | 35 | 30 | 25 | 20 | 15 | 10 | 5  | 1   |

Après cette quatrième épreuve le classement est le suivant :
| #  | Coureur              | Équipe            | Points | Précédent | Evolution     |
| -- | -------------------- | ----------------- | ------ | --------- | ------------- |
| 1  | Alberto Contador     | Discovery Channel | 56     | 1         | en stagnation |
| 2  | Andreas Klöden       | Astana            | 53     | 2         | en stagnation |
| 3  | Oscar Freire         | Rabobank          | 52     | 3         | en stagnation |
| 4  | Alessandro Ballan    | Lampre-Fondital   | 50     | Entrée    | Entrée        |
| 5  | Davide Rebellin      | Gerolsteiner      | 42     | 4         | -1            |
| 6  | Kim Kirchen          | T-Mobile          | 41     | 5         | -1            |
| 7  | Leif Hoste           | Predictor-Lotto   | 40     | Entrée    | Entrée        |
| 8  | Allan Davis          | Discovery Channel | 40     | 6         | -2            |
| 9  | Alexandre Vinokourov | Astana            | 38     | 7         | -2            |
| 10 | Luis Léon Sanchez    | Caisse d'Épargne  | 38     | 8         | -2            |

| #  | Équipe            | Points | Précédent | Evolution |
| -- | ----------------- | ------ | --------- | --------- |
| 1  | Discovery Channel | 71     |           |           |
| 2  | CSC               | 66     |           |           |
| 3  | Liquigas          | 61     |           |           |
| 4  | Caisse d'Épargne  | 53     |           |           |
| 5  | Astana            | 45     |           |           |
| 5  | Lampre-Fondital   | 45     |           |           |
| 5  | Predictor-Lotto   | 45     |           |           |
| 8  | Milram            | 42     |           |           |
| 9  | AG2R Prévoyance   | 42     |           |           |
| 10 | T-Mobile          | 42     |           |           |

| #   | Pays       | Points | Précédent | Evolution |
| --- | ---------- | ------ | --------- | --------- |
| 1.  | Espagne    | 174    |           |           |
| 2.  | Italie     | 166    |           |           |
| 3.  | Allemagne  | 130    |           |           |
| 4.  | Australie  | 118    |           |           |
| 5.  | Belgique   | 92     |           |           |
| 6.  | Slovénie   | 55     |           |           |
| 7.  | Luxembourg | 51     |           |           |
| 8.  | Kazakhstan | 48     |           |           |
| 9.  | Pays-Bas   | 37     |           |           |
| 10. | Russie     | 28     |           |           |

## Liste des participants
| Quick Step-Innergetic QSI | Quick Step-Innergetic QSI | Quick Step-Innergetic QSI |
| ------------------------- | ------------------------- | ------------------------- |
| Num                       | Coureur                   | Pos                       |
| 1                         | Tom Boonen (BEL)          | 12e                       |
| 2                         | Paolo Bettini (ITA)       | 21e                       |
| 3                         | Steven de Jongh (NED)     | AB                        |
| 4                         | Peter Van Petegem (BEL)   | 59e                       |
| 5                         | Kevin Van Impe (BEL)      | 77e                       |
| 6                         | Gert Steegmans (BEL)      | 81e                       |
| 7                         | Sébastien Rosseler (BEL)  | 109e                      |
| 8                         | Kevin Hulsmans (BEL)      | 83e                       |

| Predictor-Lotto PRL | Predictor-Lotto PRL     | Predictor-Lotto PRL |
| ------------------- | ----------------------- | ------------------- |
| Num                 | Coureur                 | Pos                 |
| 11                  | Leif Hoste (BEL)        | 2e                  |
| 12                  | Greg Van Avermaet (BEL) | AB                  |
| 13                  | Johan Vansummeren (BEL) | 51e                 |
| 14                  | Roy Sentjens (BEL)      | AB                  |
| 15                  | Bert Roesems (BEL)      | 39e                 |
| 16                  | Björn Leukemans (BEL)   | 20e                 |
| 17                  | Wim Vansevenant (BEL)   | 76e                 |
| 18                  | Wim De Vocht (BEL)      | 106e                |

| Unibet.com UNT | Unibet.com UNT        | Unibet.com UNT |
| -------------- | --------------------- | -------------- |
| Num            | Coureur               | Pos            |
| 21             | Matthew Wilson (AUS)  | 41e            |
| 22             | Laurens ten Dam (NED) | 48e            |
| 23             | Markus Eichler (GER)  | AB             |
| 24             | Matthé Pronk (NED)    | 115e           |
| 25             | Gorik Gardeyn (BEL)   | 22e            |
| 26             | Arnaud Coyot (FRA)    | 29e            |
| 27             | Baden Cooke (AUS)     | 90e            |
| 28             | Jimmy Casper (FRA)    | AB             |

| CSC | CSC                       | CSC  |
| --- | ------------------------- | ---- |
| Num | Coureur                   | Pos  |
| 31  | Stuart O'Grady (AUS)      | 10e  |
| 32  | Karsten Kroon (NED)       | 4e   |
| 33  | Marcus Ljungqvist (SWE)   | 45e  |
| 34  | Matti Breschel (DEN)      | AB   |
| 35  | Fabian Cancellara (SUI)   | 53e  |
| 36  | Kasper Klostergaard (DEN) | AB   |
| 37  | Allan Johansen (DEN)      | 112e |
| 38  | Lars Michaelsen (DEN)     | AB   |

| Caisse d'Épargne GCE | Caisse d'Épargne GCE             | Caisse d'Épargne GCE |
| -------------------- | -------------------------------- | -------------------- |
| Num                  | Coureur                          | Pos                  |
| 41                   | José Joaquín Rojas (ESP)         | AB                   |
| 42                   | Éric Berthou (FRA)               | AB                   |
| 43                   | Florent Brard (FRA)              | AB                   |
| 44                   | Imanol Erviti (ESP)              | 70e                  |
| 45                   | José Vicente García Acosta (ESP) | 100e                 |
| 46                   | Vicente Reynés (ESP)             | AB                   |
| 47                   | Luis León Sánchez (ESP)          | AB                   |
| 48                   | Nicolas Portal (FRA)             | AB                   |

| Euskaltel-Euskadi EUS | Euskaltel-Euskadi EUS | Euskaltel-Euskadi EUS |
| --------------------- | --------------------- | --------------------- |
| Num                   | Coureur               | Pos                   |
| 51                    | Andoni Aranaga (ESP)  | AB                    |
| 52                    | Unai Uribarri (ESP)   | AB                    |
| 53                    | Alan Pérez (ESP)      | 102e                  |
| 54                    | Iban Mayoz (ESP)      | AB                    |
| 55                    | Andoni Lafuente (ESP) | AB                    |
| 56                    | Markel Irizar (ESP)   | 40e                   |
| 57                    | Iban Iriondo (ESP)    | AB                    |
| 58                    | Koldo Fernández (ESP) | AB                    |

| Saunier Duval-Prodir SDV | Saunier Duval-Prodir SDV  | Saunier Duval-Prodir SDV |
| ------------------------ | ------------------------- | ------------------------ |
| Num                      | Coureur                   | Pos                      |
| 61                       | David Millar (GBR)        | AB                       |
| 62                       | Raivis Belohvoščiks (LAT) | 47e                      |
| 63                       | Luciano Pagliarini (BRA)  | AB                       |
| 64                       | Ángel Gómez (ESP)         | AB                       |
| 65                       | Raúl Alarcón (ESP)        | AB                       |
| 66                       | Jesús del Nero (ESP)      | 11e                      |
| 67                       | Manuele Mori (ITA)        | AB                       |
| 68                       | Francisco Ventoso (ESP)   | 71e                      |

| AG2R Prévoyance A2R | AG2R Prévoyance A2R     | AG2R Prévoyance A2R |
| ------------------- | ----------------------- | ------------------- |
| Num                 | Coureur                 | Pos                 |
| 71                  | Aliaksandr Usau (BLR)   | 89e                 |
| 72                  | Stéphane Poulhiès (FRA) | AB                  |
| 73                  | Lloyd Mondory (FRA)     | AB                  |
| 74                  | Christophe Riblon (FRA) | AB                  |
| 75                  | Laurent Mangel (FRA)    | 66e                 |
| 76                  | Martin Elmiger (SUI)    | 33e                 |
| 77                  | Yuriy Krivtsov (UKR)    | AB                  |
| 78                  | Renaud Dion (FRA)       | AB                  |

| Bouygues Telecom BTL | Bouygues Telecom BTL   | Bouygues Telecom BTL |
| -------------------- | ---------------------- | -------------------- |
| Num                  | Coureur                | Pos                  |
| 81                   | Vincent Jérôme (FRA)   | 63e                  |
| 82                   | Franck Renier (FRA)    | 61e                  |
| 83                   | Arnaud Labbe (FRA)     | 88e                  |
| 84                   | Mathieu Claude (FRA)   | AB                   |
| 85                   | Yohann Gène (FRA)      | 97e                  |
| 86                   | Anthony Geslin (FRA)   | 34e                  |
| 87                   | Alexandre Pichot (FRA) | AB                   |
| 88                   | Rony Martias (FRA)     | 98e                  |

| Cofidis-Le Crédit par Téléphone COF | Cofidis-Le Crédit par Téléphone COF | Cofidis-Le Crédit par Téléphone COF |
| ----------------------------------- | ----------------------------------- | ----------------------------------- |
| Num                                 | Coureur                             | Pos                                 |
| 91                                  | Nick Nuyens (BEL)                   | 7e                                  |
| 92                                  | Sébastien Minard (FRA)              | 113e                                |
| 93                                  | Kevin De Weert (BEL)                | 108e                                |
| 94                                  | Michiel Elijzen (NED)               | AB                                  |
| 95                                  | Tyler Farrar (USA)                  | AB                                  |
| 96                                  | Mathieu Heijboer (NED)              | AB                                  |
| 97                                  | Cristian Moreni (ITA)               | 18e                                 |
| 98                                  | Staf Scheirlinckx (BEL)             | 17e                                 |

| Crédit Agricole C.A | Crédit Agricole C.A      | Crédit Agricole C.A |
| ------------------- | ------------------------ | ------------------- |
| Num                 | Coureur                  | Pos                 |
| 101                 | Sébastien Hinault (FRA)  | AB                  |
| 102                 | Christophe Laurent (FRA) | 65e                 |
| 103                 | Cyril Lemoine (FRA)      | AB                  |
| 104                 | Thor Hushovd (NOR)       | 60e                 |
| 105                 | Jimmy Engoulvent (FRA)   | AB                  |
| 106                 | Julian Dean (NZL)        | AB                  |
| 107                 | William Bonnet (FRA)     | 85e                 |
| 108                 | László Bodrogi (HUN)     | 104e                |

| La Française des jeux FDJ | La Française des jeux FDJ  | La Française des jeux FDJ |
| ------------------------- | -------------------------- | ------------------------- |
| Num                       | Coureur                    | Pos                       |
| 111                       | Philippe Gilbert (BEL)     | 25e                       |
| 112                       | Ludovic Auger (FRA)        | 91e                       |
| 113                       | Sébastien Chavanel (FRA)   | AB                        |
| 114                       | Christophe Detilloux (BEL) | AB                        |
| 115                       | Fabien Patanchon (FRA)     | AB                        |
| 116                       | Christophe Mengin (FRA)    | 96e                       |
| 117                       | Frédéric Guesdon (FRA)     | 80e                       |
| 118                       | Thierry Marichal (BEL)     | 114e                      |

| Gerolsteiner GST | Gerolsteiner GST        | Gerolsteiner GST |
| ---------------- | ----------------------- | ---------------- |
| Num              | Coureur                 | Pos              |
| 121              | Sebastian Lang (GER)    | AB               |
| 122              | Fabian Wegmann (GER)    | AB               |
| 123              | Heinrich Haussler (GER) | 107e             |
| 124              | David Kopp (GER)        | 74e              |
| 125              | Oscar Gatto (ITA)       | AB               |
| 126              | Sven Krauss (GER)       | 99e              |
| 127              | Marcel Strauss (SUI)    | AB               |
| 128              | Tom Stamsnijder (NED)   | 105e             |

| T-Mobile TMO | T-Mobile TMO           | T-Mobile TMO |
| ------------ | ---------------------- | ------------ |
| Num          | Coureur                | Pos          |
| 131          | Bert Grabsch (GER)     | AB           |
| 132          | Servais Knaven (NED)   | AB           |
| 133          | Andreas Klier (GER)    | 55e          |
| 134          | Lorenzo Bernucci (ITA) | AB           |
| 135          | Marcus Burghardt (GER) | 13e          |
| 136          | Kim Kirchen (LUX)      | 57e          |
| 137          | Bernhard Eisel (AUT)   | 86e          |
| 138          | Roger Hammond (GBR)    | AB           |

| Lampre-Fondital LAM | Lampre-Fondital LAM     | Lampre-Fondital LAM |
| ------------------- | ----------------------- | ------------------- |
| Num                 | Coureur                 | Pos                 |
| 141                 | Claudio Corioni (ITA)   | 93e                 |
| 142                 | Fabio Baldato (ITA)     | 73e                 |
| 143                 | Alessandro Ballan (ITA) | 1er                 |
| 144                 | Daniele Bennati (ITA)   | 19e                 |
| 145                 | Daniele Righi (ITA)     | 82e                 |
| 146                 | Massimiliano Mori (ITA) | 75e                 |
| 147                 | Paolo Fornaciari (ITA)  | 78e                 |
| 148                 | Enrico Franzoi (ITA)    | 37e                 |

| Liquigas LIQ | Liquigas LIQ                | Liquigas LIQ |
| ------------ | --------------------------- | ------------ |
| Num          | Coureur                     | Pos          |
| 151          | Filippo Pozzato (ITA)       | 14e          |
| 152          | Roberto Petito (ITA)        | AB           |
| 153          | Frederik Willems (BEL)      | 95e          |
| 154          | Mauro Da Dalto (ITA)        | 92e          |
| 155          | Manuel Quinziato (ITA)      | AB           |
| 156          | Luca Paolini (ITA)          | 3e           |
| 157          | Aliaksandr Kuschynski (BLR) | 48e          |
| 158          | Murilo Fischer (BRA)        | AB           |

| Team Milram MRM | Team Milram MRM             | Team Milram MRM |
| --------------- | --------------------------- | --------------- |
| Num             | Coureur                     | Pos             |
| 161             | Erik Zabel (GER)            | AB              |
| 162             | Marcel Sieberg (GER)        | AB              |
| 163             | Fabio Sacchi (ITA)          | 84e             |
| 164             | Fabio Sabatini (ITA)        | 31e             |
| 165             | Brett Lancaster (AUS)       | 27e             |
| 166             | Volodymyr Dyudya (UKR)      | AB              |
| 167             | Ralf Grabsch (GER)          | 36e             |
| 168             | Alessandro Cortinovis (ITA) | 67e             |

| Rabobank RAB | Rabobank RAB              | Rabobank RAB |
| ------------ | ------------------------- | ------------ |
| Num          | Coureur                   | Pos          |
| 171          | Óscar Freire (ESP)        | 49e          |
| 172          | Mathew Hayman (AUS)       | 68e          |
| 173          | Michael Boogerd (NED)     | 9e           |
| 174          | Pedro Horrillo (ESP)      | 103e         |
| 175          | Bram de Groot (NED)       | AB           |
| 176          | Léon van Bon (NED)        | 35e          |
| 177          | Jan Boven (NED)           | 116e         |
| 178          | Juan Antonio Flecha (ESP) | 52e          |

| Astana AST | Astana AST               | Astana AST |
| ---------- | ------------------------ | ---------- |
| Num        | Coureur                  | Pos        |
| 181        | Igor Abakoumov (BEL)     | 79e        |
| 182        | Guennadi Mikhailov (RUS) | AB         |
| 183        | Grégory Rast (SUI)       | 15e        |
| 184        | Aaron Kemps (AUS)        | AB         |
| 185        | Benoît Joachim (LUX)     | AB         |
| 186        | Sergueï Ivanov (RUS)     | 58e        |
| 187        | Dmitri Mouraviov (KAZ)   | 8e         |
| 188        | Koen de Kort (NED)       | 44e        |

| Discovery Channel DSC | Discovery Channel DSC  | Discovery Channel DSC |
| --------------------- | ---------------------- | --------------------- |
| Num                   | Coureur                | Pos                   |
| 191                   | Stijn Devolder (BEL)   | 43e                   |
| 192                   | Pavel Padrnos (CZE)    | AB                    |
| 193                   | Matthew White (AUS)    | 62e                   |
| 194                   | Vladimir Gusev (RUS)   | 5e                    |
| 195                   | Steve Cummings (GBR)   | AB                    |
| 196                   | Antonio Cruz (USA)     | AB                    |
| 197                   | Volodymyr Bileka (UKR) | 38e                   |
| 198                   | Tomas Vaitkus (LTU)    | 6e                    |

| Chocolade Jacques-Topsport Vlaanderen JAC | Chocolade Jacques-Topsport Vlaanderen JAC | Chocolade Jacques-Topsport Vlaanderen JAC |
| ----------------------------------------- | ----------------------------------------- | ----------------------------------------- |
| Num                                       | Coureur                                   | Pos                                       |
| 201                                       | Niko Eeckhout (BEL)                       | AB                                        |
| 202                                       | Pieter Ghyllebert (BEL)                   | AB                                        |
| 203                                       | Evert Verbist (BEL)                       | 69e                                       |
| 204                                       | Frederik Veuchelen (BEL)                  | 111e                                      |
| 205                                       | Johan Coenen (BEL)                        | AB                                        |
| 206                                       | Glenn D'Hollander (BEL)                   | AB                                        |
| 207                                       | Kurt Hovelijnck (BEL)                     | AB                                        |
| 208                                       | Sven Renders (BEL)                        | 110e                                      |

| Landbouwkrediet-Tönissteiner LAN | Landbouwkrediet-Tönissteiner LAN | Landbouwkrediet-Tönissteiner LAN |
| -------------------------------- | -------------------------------- | -------------------------------- |
| Num                              | Coureur                          | Pos                              |
| 211                              | Bert De Waele (BEL)              | 50e                              |
| 212                              | James Vanlandschoot (BEL)        | AB                               |
| 213                              | Frédéric Amorison (BEL)          | 26e                              |
| 214                              | David Boucher (FRA)              | 72e                              |
| 215                              | Andy Cappelle (BEL)              | 23e                              |
| 216                              | Jan Kuyckx (BEL)                 | AB                               |
| 217                              | Kevin Neirynck (BEL)             | AB                               |
| 218                              | Filip Meirhaeghe (BEL)           | 43e                              |

| Wiesenhof-Felt WIE | Wiesenhof-Felt WIE     | Wiesenhof-Felt WIE |
| ------------------ | ---------------------- | ------------------ |
| Num                | Coureur                | Pos                |
| 221                | Steffen Wesemann (SUI) | 16e                |
| 222                | Robert Wagner (GER)    | AB                 |
| 223                | Daniel Musiol (GER)    | AB                 |
| 224                | Stefan van Dijk (NED)  | AB                 |
| 225                | Felix Odebrecht (GER)  | AB                 |
| 226                | Olaf Pollack (GER)     | 87e                |
| 227                | Jörg Ludewig (GER)     | 54e                |
| 228                | Bastiaan Giling (NED)  | 32e                |

| Tinkoff Credit Systems TCS | Tinkoff Credit Systems TCS | Tinkoff Credit Systems TCS |
| -------------------------- | -------------------------- | -------------------------- |
| Num                        | Coureur                    | Pos                        |
| 231                        | Mikhail Ignatiev (RUS)     | AB                         |
| 232                        | Ilya Chernetsky (RUS)      | AB                         |
| 233                        | Steffen Weigold (GER)      | 101e                       |
| 234                        | Nikolay Trusov (RUS)       | AB                         |
| 235                        | Elio Aggiano (ITA)         | 64e                        |
| 236                        | Salvatore Commesso (ITA)   | 24e                        |
| 237                        | Ivan Rovny (RUS)           | AB                         |
| 238                        | Anton Mindlin (RUS)        | AB                         |

| Skil-Shimano SKS | Skil-Shimano SKS             | Skil-Shimano SKS |
| ---------------- | ---------------------------- | ---------------- |
| Num              | Coureur                      | Pos              |
| 241              | Maarten den Bakker (NED)     | 28e              |
| 242              | Aart Vierhouten (NED)        | 30e              |
| 243              | Kenny van Hummel (NED)       | AB               |
| 244              | Maarten Tjallingii (NED)     | 56e              |
| 245              | Christian Müller (GER)       | AB               |
| 246              | Christoph Meschenmoser (GER) | AB               |
| 247              | Floris Goesinnen (NED)       | 94e              |
| 248              | David Deroo (FRA)            | AB               |

| Quick Step-Innergetic QSI | Quick Step-Innergetic QSI | Quick Step-Innergetic QSI |
| ------------------------- | ------------------------- | ------------------------- |
| Num                       | Coureur                   | Pos                       |
| 1                         | Tom Boonen (BEL)          | 12e                       |
| 2                         | Paolo Bettini (ITA)       | 21e                       |
| 3                         | Steven de Jongh (NED)     | AB                        |
| 4                         | Peter Van Petegem (BEL)   | 59e                       |
| 5                         | Kevin Van Impe (BEL)      | 77e                       |
| 6                         | Gert Steegmans (BEL)      | 81e                       |
| 7                         | Sébastien Rosseler (BEL)  | 109e                      |
| 8                         | Kevin Hulsmans (BEL)      | 83e                       |

| Predictor-Lotto PRL | Predictor-Lotto PRL     | Predictor-Lotto PRL |
| ------------------- | ----------------------- | ------------------- |
| Num                 | Coureur                 | Pos                 |
| 11                  | Leif Hoste (BEL)        | 2e                  |
| 12                  | Greg Van Avermaet (BEL) | AB                  |
| 13                  | Johan Vansummeren (BEL) | 51e                 |
| 14                  | Roy Sentjens (BEL)      | AB                  |
| 15                  | Bert Roesems (BEL)      | 39e                 |
| 16                  | Björn Leukemans (BEL)   | 20e                 |
| 17                  | Wim Vansevenant (BEL)   | 76e                 |
| 18                  | Wim De Vocht (BEL)      | 106e                |

| Unibet.com UNT | Unibet.com UNT        | Unibet.com UNT |
| -------------- | --------------------- | -------------- |
| Num            | Coureur               | Pos            |
| 21             | Matthew Wilson (AUS)  | 41e            |
| 22             | Laurens ten Dam (NED) | 48e            |
| 23             | Markus Eichler (GER)  | AB             |
| 24             | Matthé Pronk (NED)    | 115e           |
| 25             | Gorik Gardeyn (BEL)   | 22e            |
| 26             | Arnaud Coyot (FRA)    | 29e            |
| 27             | Baden Cooke (AUS)     | 90e            |
| 28             | Jimmy Casper (FRA)    | AB             |

| CSC | CSC                       | CSC  |
| --- | ------------------------- | ---- |
| Num | Coureur                   | Pos  |
| 31  | Stuart O'Grady (AUS)      | 10e  |
| 32  | Karsten Kroon (NED)       | 4e   |
| 33  | Marcus Ljungqvist (SWE)   | 45e  |
| 34  | Matti Breschel (DEN)      | AB   |
| 35  | Fabian Cancellara (SUI)   | 53e  |
| 36  | Kasper Klostergaard (DEN) | AB   |
| 37  | Allan Johansen (DEN)      | 112e |
| 38  | Lars Michaelsen (DEN)     | AB   |

| Caisse d'Épargne GCE | Caisse d'Épargne GCE             | Caisse d'Épargne GCE |
| -------------------- | -------------------------------- | -------------------- |
| Num                  | Coureur                          | Pos                  |
| 41                   | José Joaquín Rojas (ESP)         | AB                   |
| 42                   | Éric Berthou (FRA)               | AB                   |
| 43                   | Florent Brard (FRA)              | AB                   |
| 44                   | Imanol Erviti (ESP)              | 70e                  |
| 45                   | José Vicente García Acosta (ESP) | 100e                 |
| 46                   | Vicente Reynés (ESP)             | AB                   |
| 47                   | Luis León Sánchez (ESP)          | AB                   |
| 48                   | Nicolas Portal (FRA)             | AB                   |

| Euskaltel-Euskadi EUS | Euskaltel-Euskadi EUS | Euskaltel-Euskadi EUS |
| --------------------- | --------------------- | --------------------- |
| Num                   | Coureur               | Pos                   |
| 51                    | Andoni Aranaga (ESP)  | AB                    |
| 52                    | Unai Uribarri (ESP)   | AB                    |
| 53                    | Alan Pérez (ESP)      | 102e                  |
| 54                    | Iban Mayoz (ESP)      | AB                    |
| 55                    | Andoni Lafuente (ESP) | AB                    |
| 56                    | Markel Irizar (ESP)   | 40e                   |
| 57                    | Iban Iriondo (ESP)    | AB                    |
| 58                    | Koldo Fernández (ESP) | AB                    |

| Saunier Duval-Prodir SDV | Saunier Duval-Prodir SDV  | Saunier Duval-Prodir SDV |
| ------------------------ | ------------------------- | ------------------------ |
| Num                      | Coureur                   | Pos                      |
| 61                       | David Millar (GBR)        | AB                       |
| 62                       | Raivis Belohvoščiks (LAT) | 47e                      |
| 63                       | Luciano Pagliarini (BRA)  | AB                       |
| 64                       | Ángel Gómez (ESP)         | AB                       |
| 65                       | Raúl Alarcón (ESP)        | AB                       |
| 66                       | Jesús del Nero (ESP)      | 11e                      |
| 67                       | Manuele Mori (ITA)        | AB                       |
| 68                       | Francisco Ventoso (ESP)   | 71e                      |

| AG2R Prévoyance A2R | AG2R Prévoyance A2R     | AG2R Prévoyance A2R |
| ------------------- | ----------------------- | ------------------- |
| Num                 | Coureur                 | Pos                 |
| 71                  | Aliaksandr Usau (BLR)   | 89e                 |
| 72                  | Stéphane Poulhiès (FRA) | AB                  |
| 73                  | Lloyd Mondory (FRA)     | AB                  |
| 74                  | Christophe Riblon (FRA) | AB                  |
| 75                  | Laurent Mangel (FRA)    | 66e                 |
| 76                  | Martin Elmiger (SUI)    | 33e                 |
| 77                  | Yuriy Krivtsov (UKR)    | AB                  |
| 78                  | Renaud Dion (FRA)       | AB                  |

| Bouygues Telecom BTL | Bouygues Telecom BTL   | Bouygues Telecom BTL |
| -------------------- | ---------------------- | -------------------- |
| Num                  | Coureur                | Pos                  |
| 81                   | Vincent Jérôme (FRA)   | 63e                  |
| 82                   | Franck Renier (FRA)    | 61e                  |
| 83                   | Arnaud Labbe (FRA)     | 88e                  |
| 84                   | Mathieu Claude (FRA)   | AB                   |
| 85                   | Yohann Gène (FRA)      | 97e                  |
| 86                   | Anthony Geslin (FRA)   | 34e                  |
| 87                   | Alexandre Pichot (FRA) | AB                   |
| 88                   | Rony Martias (FRA)     | 98e                  |

| Cofidis-Le Crédit par Téléphone COF | Cofidis-Le Crédit par Téléphone COF | Cofidis-Le Crédit par Téléphone COF |
| ----------------------------------- | ----------------------------------- | ----------------------------------- |
| Num                                 | Coureur                             | Pos                                 |
| 91                                  | Nick Nuyens (BEL)                   | 7e                                  |
| 92                                  | Sébastien Minard (FRA)              | 113e                                |
| 93                                  | Kevin De Weert (BEL)                | 108e                                |
| 94                                  | Michiel Elijzen (NED)               | AB                                  |
| 95                                  | Tyler Farrar (USA)                  | AB                                  |
| 96                                  | Mathieu Heijboer (NED)              | AB                                  |
| 97                                  | Cristian Moreni (ITA)               | 18e                                 |
| 98                                  | Staf Scheirlinckx (BEL)             | 17e                                 |

| Crédit Agricole C.A | Crédit Agricole C.A      | Crédit Agricole C.A |
| ------------------- | ------------------------ | ------------------- |
| Num                 | Coureur                  | Pos                 |
| 101                 | Sébastien Hinault (FRA)  | AB                  |
| 102                 | Christophe Laurent (FRA) | 65e                 |
| 103                 | Cyril Lemoine (FRA)      | AB                  |
| 104                 | Thor Hushovd (NOR)       | 60e                 |
| 105                 | Jimmy Engoulvent (FRA)   | AB                  |
| 106                 | Julian Dean (NZL)        | AB                  |
| 107                 | William Bonnet (FRA)     | 85e                 |
| 108                 | László Bodrogi (HUN)     | 104e                |

| La Française des jeux FDJ | La Française des jeux FDJ  | La Française des jeux FDJ |
| ------------------------- | -------------------------- | ------------------------- |
| Num                       | Coureur                    | Pos                       |
| 111                       | Philippe Gilbert (BEL)     | 25e                       |
| 112                       | Ludovic Auger (FRA)        | 91e                       |
| 113                       | Sébastien Chavanel (FRA)   | AB                        |
| 114                       | Christophe Detilloux (BEL) | AB                        |
| 115                       | Fabien Patanchon (FRA)     | AB                        |
| 116                       | Christophe Mengin (FRA)    | 96e                       |
| 117                       | Frédéric Guesdon (FRA)     | 80e                       |
| 118                       | Thierry Marichal (BEL)     | 114e                      |

| Gerolsteiner GST | Gerolsteiner GST        | Gerolsteiner GST |
| ---------------- | ----------------------- | ---------------- |
| Num              | Coureur                 | Pos              |
| 121              | Sebastian Lang (GER)    | AB               |
| 122              | Fabian Wegmann (GER)    | AB               |
| 123              | Heinrich Haussler (GER) | 107e             |
| 124              | David Kopp (GER)        | 74e              |
| 125              | Oscar Gatto (ITA)       | AB               |
| 126              | Sven Krauss (GER)       | 99e              |
| 127              | Marcel Strauss (SUI)    | AB               |
| 128              | Tom Stamsnijder (NED)   | 105e             |

| T-Mobile TMO | T-Mobile TMO           | T-Mobile TMO |
| ------------ | ---------------------- | ------------ |
| Num          | Coureur                | Pos          |
| 131          | Bert Grabsch (GER)     | AB           |
| 132          | Servais Knaven (NED)   | AB           |
| 133          | Andreas Klier (GER)    | 55e          |
| 134          | Lorenzo Bernucci (ITA) | AB           |
| 135          | Marcus Burghardt (GER) | 13e          |
| 136          | Kim Kirchen (LUX)      | 57e          |
| 137          | Bernhard Eisel (AUT)   | 86e          |
| 138          | Roger Hammond (GBR)    | AB           |

| Lampre-Fondital LAM | Lampre-Fondital LAM     | Lampre-Fondital LAM |
| ------------------- | ----------------------- | ------------------- |
| Num                 | Coureur                 | Pos                 |
| 141                 | Claudio Corioni (ITA)   | 93e                 |
| 142                 | Fabio Baldato (ITA)     | 73e                 |
| 143                 | Alessandro Ballan (ITA) | 1er                 |
| 144                 | Daniele Bennati (ITA)   | 19e                 |
| 145                 | Daniele Righi (ITA)     | 82e                 |
| 146                 | Massimiliano Mori (ITA) | 75e                 |
| 147                 | Paolo Fornaciari (ITA)  | 78e                 |
| 148                 | Enrico Franzoi (ITA)    | 37e                 |

| Liquigas LIQ | Liquigas LIQ                | Liquigas LIQ |
| ------------ | --------------------------- | ------------ |
| Num          | Coureur                     | Pos          |
| 151          | Filippo Pozzato (ITA)       | 14e          |
| 152          | Roberto Petito (ITA)        | AB           |
| 153          | Frederik Willems (BEL)      | 95e          |
| 154          | Mauro Da Dalto (ITA)        | 92e          |
| 155          | Manuel Quinziato (ITA)      | AB           |
| 156          | Luca Paolini (ITA)          | 3e           |
| 157          | Aliaksandr Kuschynski (BLR) | 48e          |
| 158          | Murilo Fischer (BRA)        | AB           |

| Team Milram MRM | Team Milram MRM             | Team Milram MRM |
| --------------- | --------------------------- | --------------- |
| Num             | Coureur                     | Pos             |
| 161             | Erik Zabel (GER)            | AB              |
| 162             | Marcel Sieberg (GER)        | AB              |
| 163             | Fabio Sacchi (ITA)          | 84e             |
| 164             | Fabio Sabatini (ITA)        | 31e             |
| 165             | Brett Lancaster (AUS)       | 27e             |
| 166             | Volodymyr Dyudya (UKR)      | AB              |
| 167             | Ralf Grabsch (GER)          | 36e             |
| 168             | Alessandro Cortinovis (ITA) | 67e             |

| Rabobank RAB | Rabobank RAB              | Rabobank RAB |
| ------------ | ------------------------- | ------------ |
| Num          | Coureur                   | Pos          |
| 171          | Óscar Freire (ESP)        | 49e          |
| 172          | Mathew Hayman (AUS)       | 68e          |
| 173          | Michael Boogerd (NED)     | 9e           |
| 174          | Pedro Horrillo (ESP)      | 103e         |
| 175          | Bram de Groot (NED)       | AB           |
| 176          | Léon van Bon (NED)        | 35e          |
| 177          | Jan Boven (NED)           | 116e         |
| 178          | Juan Antonio Flecha (ESP) | 52e          |

| Astana AST | Astana AST               | Astana AST |
| ---------- | ------------------------ | ---------- |
| Num        | Coureur                  | Pos        |
| 181        | Igor Abakoumov (BEL)     | 79e        |
| 182        | Guennadi Mikhailov (RUS) | AB         |
| 183        | Grégory Rast (SUI)       | 15e        |
| 184        | Aaron Kemps (AUS)        | AB         |
| 185        | Benoît Joachim (LUX)     | AB         |
| 186        | Sergueï Ivanov (RUS)     | 58e        |
| 187        | Dmitri Mouraviov (KAZ)   | 8e         |
| 188        | Koen de Kort (NED)       | 44e        |

| Discovery Channel DSC | Discovery Channel DSC  | Discovery Channel DSC |
| --------------------- | ---------------------- | --------------------- |
| Num                   | Coureur                | Pos                   |
| 191                   | Stijn Devolder (BEL)   | 43e                   |
| 192                   | Pavel Padrnos (CZE)    | AB                    |
| 193                   | Matthew White (AUS)    | 62e                   |
| 194                   | Vladimir Gusev (RUS)   | 5e                    |
| 195                   | Steve Cummings (GBR)   | AB                    |
| 196                   | Antonio Cruz (USA)     | AB                    |
| 197                   | Volodymyr Bileka (UKR) | 38e                   |
| 198                   | Tomas Vaitkus (LTU)    | 6e                    |

| Chocolade Jacques-Topsport Vlaanderen JAC | Chocolade Jacques-Topsport Vlaanderen JAC | Chocolade Jacques-Topsport Vlaanderen JAC |
| ----------------------------------------- | ----------------------------------------- | ----------------------------------------- |
| Num                                       | Coureur                                   | Pos                                       |
| 201                                       | Niko Eeckhout (BEL)                       | AB                                        |
| 202                                       | Pieter Ghyllebert (BEL)                   | AB                                        |
| 203                                       | Evert Verbist (BEL)                       | 69e                                       |
| 204                                       | Frederik Veuchelen (BEL)                  | 111e                                      |
| 205                                       | Johan Coenen (BEL)                        | AB                                        |
| 206                                       | Glenn D'Hollander (BEL)                   | AB                                        |
| 207                                       | Kurt Hovelijnck (BEL)                     | AB                                        |
| 208                                       | Sven Renders (BEL)                        | 110e                                      |

| Landbouwkrediet-Tönissteiner LAN | Landbouwkrediet-Tönissteiner LAN | Landbouwkrediet-Tönissteiner LAN |
| -------------------------------- | -------------------------------- | -------------------------------- |
| Num                              | Coureur                          | Pos                              |
| 211                              | Bert De Waele (BEL)              | 50e                              |
| 212                              | James Vanlandschoot (BEL)        | AB                               |
| 213                              | Frédéric Amorison (BEL)          | 26e                              |
| 214                              | David Boucher (FRA)              | 72e                              |
| 215                              | Andy Cappelle (BEL)              | 23e                              |
| 216                              | Jan Kuyckx (BEL)                 | AB                               |
| 217                              | Kevin Neirynck (BEL)             | AB                               |
| 218                              | Filip Meirhaeghe (BEL)           | 43e                              |

| Wiesenhof-Felt WIE | Wiesenhof-Felt WIE     | Wiesenhof-Felt WIE |
| ------------------ | ---------------------- | ------------------ |
| Num                | Coureur                | Pos                |
| 221                | Steffen Wesemann (SUI) | 16e                |
| 222                | Robert Wagner (GER)    | AB                 |
| 223                | Daniel Musiol (GER)    | AB                 |
| 224                | Stefan van Dijk (NED)  | AB                 |
| 225                | Felix Odebrecht (GER)  | AB                 |
| 226                | Olaf Pollack (GER)     | 87e                |
| 227                | Jörg Ludewig (GER)     | 54e                |
| 228                | Bastiaan Giling (NED)  | 32e                |

| Tinkoff Credit Systems TCS | Tinkoff Credit Systems TCS | Tinkoff Credit Systems TCS |
| -------------------------- | -------------------------- | -------------------------- |
| Num                        | Coureur                    | Pos                        |
| 231                        | Mikhail Ignatiev (RUS)     | AB                         |
| 232                        | Ilya Chernetsky (RUS)      | AB                         |
| 233                        | Steffen Weigold (GER)      | 101e                       |
| 234                        | Nikolay Trusov (RUS)       | AB                         |
| 235                        | Elio Aggiano (ITA)         | 64e                        |
| 236                        | Salvatore Commesso (ITA)   | 24e                        |
| 237                        | Ivan Rovny (RUS)           | AB                         |
| 238                        | Anton Mindlin (RUS)        | AB                         |

| Skil-Shimano SKS | Skil-Shimano SKS             | Skil-Shimano SKS |
| ---------------- | ---------------------------- | ---------------- |
| Num              | Coureur                      | Pos              |
| 241              | Maarten den Bakker (NED)     | 28e              |
| 242              | Aart Vierhouten (NED)        | 30e              |
| 243              | Kenny van Hummel (NED)       | AB               |
| 244              | Maarten Tjallingii (NED)     | 56e              |
| 245              | Christian Müller (GER)       | AB               |
| 246              | Christoph Meschenmoser (GER) | AB               |
| 247              | Floris Goesinnen (NED)       | 94e              |
| 248              | David Deroo (FRA)            | AB               |